# Domenico Cecchini
Domenico Cecchini (Roma, 7 febbraio 1589 – Roma, 1º maggio 1656) è stato un cardinale italiano.

## Biografia
Nato nel 1589 a Roma da Domizio e da Fausta Capizucchi, membro di un'antica famiglia patrizia dell'Urbe, si laureò in utroque iure presso l'Università di Perugia  e successivamente fece una rapida carriera nella Curia romana.
Dotato di ingegno e perspicacia, grazie alla sua perseveranza e al sostegno familiare (il padre era uno dei Conservatori dell'Urbe), si fece strada, mettendosi in luce presso i cardinali uditori di Rota Alessandro Ludovisi, il futuro Gregorio XV, e Giambattista Pamphili, il futuro Innocenzo X. Grazie al loro appoggio il Cecchini iniziò una brillante carriera, divenendo segretario del Ludovisi, allora vicecancelliere rotale.
Dopo la morte di Paolo V, apertosi il conclave, si adoperò immediatamente in favore della candidatura del suo antico protettore, il cardinal Ludovisi, ora arcivescovo di Bologna, che godeva dell'appoggio francese.
Elevato al soglio pontificio col nome di Gregorio XV (1621), il Ludovisi continuò a proteggere ed appoggiare il Cecchini: lo associò infatti agli avvocati concistoriali, lo nominò cameriere segreto, uditore del cardinal camerlengo Ludoviso Ludovisi e canonico della basilica di S. Pietro. Nel 1627 fu anche rettore dell'Ateneo "Studium Urbis".
Nel 1633, dopo la morte del card. Ludovisi, egli riuscì a guadagnarsi anche la simpatia e la protezione dei Barberini: divenne infatti giudice del Monte di Pietà, protettore di quella congregazione e membro della Congregazione delle Immunità e fu ammesso tra i votanti di Segnatura. Si guadagnò infine le simpatie del card. Aldobrandini, favorendolo per vicende familiari attraverso i suoi buoni uffici.
In occasione della guerra tra il pontefice Urbano VIII e il duca di Parma (1641), il Cecchini, al quale era stata affidata la guardia della città di Roma, riuscì ad organizzare una milizia composta di 6.000 soldati ed una compagnia di 500 cavalieri. Riuscì anche ad acquistarsi una certa popolarità presso il popolo romano grazie al suo intervento in favore della soppressione della gabella sul vino prodotto nel circondario. Nel 1643 fu nominato consultore del Sant'Uffizio e nel luglio dello stesso anno Prelato Uditore di Rota. 
Nel luglio del 1644 Urbano VIII morì e gli succedette, con il nome di Innocenzo X, il cardinal Pamphili, che appena eletto lo creò Datario di Santa Romana Chiesa, ovvero responsabile dell'importante dicastero della Dataria apostolica. 
Il 14 novembre successivo lo nominò cardinale in pectore. 
La pubblicazione dell'elevazione a cardinale del titolo di San Sisto avvenne nel concistoro del 6 marzo 1645.
La sua carica di Datario, condotta con il rigore che lo contraddistingueva e con le capacità amministrative maturate nella lunga e brillante carriera curiale, lo espose alle rappresaglie della potente cognata del papa, Olimpia Maidalchini. Queste si fecero evidenti quando egli tentò di porre un freno alle malversazioni del sottodatario Francesco Canonici Mascambruni, protetto da donna Olimpia e dalla famiglia pontificia. Le pressioni esercitate sul pontefice contro il Cecchini lo costrinsero, nel giugno del 1649, a rassegnare le dimissioni. Esse vennero però accolte dal Papa solo il 15 settembre 1652, dopo la condanna ed esecuzione del Canonici Mascambruni e quindi la totale riabilitazione del cardinale agli occhi del pontefice nonché la sua personale rivincita nei confronti di Donna Olimpia.
Il 12 aprile 1651 il Cecchini era stato chiamato da Innocenzo X (che continuava segretamente a stimarlo nonostante le pressioni della cognata) nella speciale Congregazione istituita per giudicare cinque proposizioni di Giansenio sospette di eresia. Egli si dedicò a questo compito con molto zelo, per fedeltà al Papa e alla Chiesa, nonostante le amarezze procurategli dalla contemporanea questione della Dataria.
Partecipò al conclave del 1655 che elesse papa Alessandro VII.
Il nuovo Papa, conoscendo bene le vicende ingiuste che avevano interessato il cardinale e soprattutto lo strapotere e i tanti furti ai danni dell'erario che aveva perpetrato Donna Olimpia, esiliò in perpetuo dall'Urbe la stessa, facendo successivamente un encomio solenne al Cardinale Cecchini di fronte al Sacro Collegio e alla Corte pontificia, per la fedeltà dimostrata nonostante i torti subiti e riconfermandolo suo Datario.
Il cardinale Cecchini morì di colpo apoplettico nel suo palazzo a Campo Marzio il 1º maggio 1656 all'età di 67 anni e venne sepolto nella Cappella di famiglia, detta della Madonna di Via Cupa, da lui precedentemente restaurata, situata nella Basilica di Santa Maria in Trastevere.
Durante il lungo e travagliato periodo in cui fu Datario, il Cecchini reagì alle accuse e alle ingiurie opponendo la sua onestà e la sua intelligenza, ed affidando a un'autobiografia la difesa della sua reputazione e il racconto della vera e propria persecuzione di cui era stato oggetto. Tali memorie (conservate nella Biblioteca Apostolica Vaticana, Misc. 978: Vita e successi del card. Cecchini descritta da lui medesimo), che sembrano essere state scritte poco dopo il 1651 e che riportano anche alcuni severi giudizi su personaggi di Curia, sono scritte con molta libertà e ci forniscono un quadro colorito della società romana del tempo.